# بودنباخ
بودنباخ (به آلمانی: Bodenbach) یک شهر در آلمان است که در فولکانایفل واقع شده‌است. بودنباخ ۲۴۱ نفر جمعیت دارد.